# Nikolaus I. (Schwerin)
Nikolaus I. von Schwerin († 1323) war ein Graf von Schwerin-[Wittenburg].

## Leben
Nikolaus I. war Sohn des Schweriner Grafen Gunzelin III. und Margarethe von Mecklenburg († nach dem 18. August 1267), der Tochter Heinrich Borwins II. Nach dem Tod des Vaters Gunzelin III. teilten sich die drei ihn überlebenden Söhne die Herrschaft so, dass Helmold II. Boizenburg, Gunzelin IV. Schwerin und Nikolaus I. Wittenburg erhielt. 
Von Nikolaus I. sind zwei Ehen bekannt:
- ⚭  I) Elisabeth von Holstein († vor dem 14. August 1284), Tochter von Johann I. von Holstein-Kiel
- ⚭ II) Miroslawa († ca. 1327/28), eine Tochter des Herzogs Barnim I.

## Nachkommen
1. I) Gunzelin VI. († 1327 oder nach 23. April 1338), 1323–1327 Graf zu Wittenburg, ⚭ Richardis (Rixe) von Tecklenburg, Tochter Ottos VII. von Tecklenburg
2. I) Audacia, Äbtissin im Kloster Zarrentin
3. I) Kunigunde, Nonne im Kloster Zarrentin
4. I) Agnes, Nonne im Kloster Zarrentin
5. I) Nikolaus II. († 1349/1350), 1345–1349 Graf zu Wittenburg, 1323 Graf zu Boizenburg und Crivitz
6. II) Barnim
7. II) Mechthild, Nonne im Zisterzienserinnenkloster Stettin
8. II) Beatrix, Nonne im Zisterzienserinnenkloster Stettin
9. II) Anastasia, ⚭ I) Herzog Waldemar IV. von Süd-Jütland zu Schleswig († 1312); ⚭ II) Graf Gerhard IV. von Holstein-Plön